# Dinocheirus transcaspius
Espèce
Synonymes
- Chernes transcaspius Redikorzev, 1922
- Chernes bachardensis Redikorzev, 1932

Dinocheirus transcaspius est une espèce de pseudoscorpions de la famille des Chernetidae.

## Distribution
Cette espèce se rencontre au Pakistan, en Afghanistan, au Turkménistan, au Tadjikistan, au Kirghizistan, en Ouzbékistan et au Kazakhstan.

## Publication originale
- Redikorzev, 1922 : Pseudoscorpions nouveaux. II. Ezhegodnik Zoologicheskago Muzeya, vol. 23, p. 257-272.